# Anuropodione australiensis
Anuropodione australiensis là một loài chân đều trong họ Bopyridae. Loài này được Bourdon miêu tả khoa học năm 1976.